# Estádio Olímpico do Pará
Estádio Olímpico do Pará – wielofunkcyjny stadion w Belém, Pará, Brazylia, na którym swoje mecze rozgrywa klub Paysandu SC. Stadion zaprojektowany przez Alcyra Meiera. Odbywał się tutaj mityng lekkoatletyczny Grande Prêmio Brasil Caixa de Atletismo (w latach 2002–2009 i 2013–2014).

## Historia
Czerwiec 1969 – stadion zostaje zaprojektowany przez lokalnego architekta Alcyra Meiera. Projekt przewiduje budowę stadionu na 120 000 osób.
1970 – początek prac
1971 – zmiana projektu, która powoduje zmniejszenie pojemności stadionu do 70 000.
4 marca 1978 – inauguracja, na której pierwszego gola na nowym stadionie zdobywa Mesquita zawodnik Seleção Paraense.
11 maja 1999 – rekord frekwencji przed przebudową. Na meczu pomiędzy Remo a Paysandu SC pojawia się 65 000 kibiców.
2002 – rozbudowa
5 maja 2002 – ponowna inauguracja. W meczu pomiędzy Remo i Paysandu SC zakończonym remisem 2:2 gola zdobywa Balão, zawodnik Remo.
15 maja 2003 – rekord frekwencji po rozbudowie